# Rubus babingtonianus
Rubus babingtonianus är en rosväxtart som beskrevs av William Charles Richard Watson. Rubus babingtonianus ingår i släktet rubusar, och familjen rosväxter. Inga underarter finns listade i Catalogue of Life.